# Robert Hayes Gore
Robert Hayes Gore (* 24. Mai 1886 in Knottsville, Daviess County, Kentucky; † 26. Dezember 1972 in Fort Lauderdale, Broward County, Florida) war ein Politiker im US-amerikanischen Bundesstaat Florida, Zeitungsherausgeber und von Juli 1933 bis Januar 1934 11. ziviler Gouverneur von Puerto Rico.
Robert Hayes Gore wurde in Knottsville in Kentucky geboren und wurde Journalist. Bald stieg er zum Herausgeber mehrerer Zeitungen in Evansville, Indiana, und Terre Haute, Indiana, auf. Während seiner Zeit als Herausgeber der „Terre Haute Post“, hatte Gore die Idee, zu neuen Abonnements der Zeitung eine 1000-$-Versicherung beizugeben. Nachdem er einen Versicherungsgeber als Partner gewonnen hatte, verbreitete er dieses Programm landesweit. Im Laufe eines Jahres wurde Gore sehr wohlhabend und gründete in Terre Haute einen Verlag und in Chicago eine Versicherungsagentur. In Terre Haute traf er auch Franklin D. Roosevelt, der zu dieser Zeit für das Amt des Vizepräsidenten der USA kandidierte. Diese zufällige Begegnung führte schließlich zu seiner Ernennung zum Gouverneur von Puerto Rico. Die Washington Post berichtete, dass diese überraschende Ernennung im Jahre 1933 wohl in Gores Unterstützung für Roosevelts Wahlkampf 1932 wurzelt. Tatsächlich wird er in seiner Biographie als Schlüsselperson für Roosevelts Wahlkampf erwähnt.
Bei seiner Antrittsrede als Gouverneur am 1. Juli 1933 erklärte er die drei Säulen, auf die er seine Amtszeit aufbauen wollte. So sprach er von einer möglichen Eigenstaatlichkeit Puerto Ricos, also von einer Aufhebung des Protektorats, sprach sich gegen Geburtenkontrolle aus und führte aus, dass er den Hahnenkampf legalisieren wollte, um damit den Tourismus anzukurbeln. Er wollte sogar einen alljährlichen „Hahnenkampfkarneval“ zelebrieren lassen, um so Festlandtouristen auf die Insel zu locken. Anstelle der Geburtenkontrolle wollte er Puerto Ricanern in überfüllten Gebieten die Übersiedlung nach Florida ermöglichen. Er sprach sich außerdem für stärkere Verbindungen zu seiner Wahlheimat Chicago aus und wollte die Staatsausgaben senken.
Nach seiner Amtszeit als Gouverneur diente er als alternativer Abgeordneter des demokratischen Nationalkonvents 1944.